# Leticia Martín Cortés
Leticia Martín Cortés, conocida deportivamente como Leti Cortés, (Valladolid, España, 19 de abril de 1988) es una jugadora española de fútbol sala. Juega de ala-cierre y su equipo actual es el TikiTaka Francavilla de la Primera División de fútbol sala femenino de Italia.

## Trayectoria
Comenzó jugando en el Valladolid (antiguo Arturo Eyres), el equipo su ciudad y permaneció hasta el 2013, año que desapareció el equipo, entonces decide hacer las maletas e irse a jugar a Italia, concretamente a la ciudad de Florencia donde jugó con el Isolotto Firenze durante 3 temporadas, en ese periodo ganó una Copa de Italia y un subcampeonato del Scudetto. En la temporada 2016-17 se mudó a la capital para jugar con el Olimpus Roma durante las siguientes dos temporadas, en la primera temporada gana la Liga y la Copa, y en su segunda temporada gana la Supercopa y jugó la European Women’s Futsal donde finalizaron en tercera posición. En la 2018-19 ficha por el Montesilvano, en esta temporada gana la Supercopa italiana y es subcampeona de liga. Al siguiente año se marcha para la isla de Cerdeña para jugar con el Cagliari, temporada que no finaliza a causa de una pandemia. En la temporada 2020-21 decide retornar a España y ficha por el Burela permaneciendo 2 años, en este tiempo gana 3 Copas de la Reina, 2 Supercopas, 1 Liga y 1 European Women’s Futsal. En la temporada 2022-23 retorna a Italia para jugar con el TikiTaka Francavilla.

## Selección nacional
Ha sido internacional con España. Debutó el 16 de noviembre en un doble enfrentamiento contra la selección de Rusia, disputados en las ciudades de Ciudad Real y Puertollano. Al mes siguiente jugó otros 3 partidos en la Four Nations jugados en Alcázar de San Juan, contra las selecciones de Rusia, Italia y Portugal, marcando un gol contra las italianas.

## Estadísticas

### Clubes
Actualizado al último partido jugado el 30 de junio de 2022.
| Club | Div.          | Temporada     | Liga  | Liga  | Liga       | Liga      | Copas nacionales(1) | Copas nacionales(1) | Copas nacionales(1) | Copas nacionales(1) | Torneos internacionales(2) | Torneos internacionales(2) | Torneos internacionales(2) | Torneos internacionales(2) | Total(3) | Total(3) | Total(3)   | Total(3)  |
| Club | Div.          | Temporada     | Part. | Goles | Amonestado | Expulsado | Part.               | Goles               | Amonestado          | Expulsado           | Part.                      | Goles                      | Amonestado                 | Expulsado                  | Part.    | Goles    | Amonestado | Expulsado |
| --- | ------------- | ------------- | ----- | ----- | ---------- | --------- | ------------------- | ------------------- | ------------------- | ------------------- | -------------------------- | -------------------------- | -------------------------- | -------------------------- | -------- | -------- | ---------- | --------- |
| Valladolid FSF · España |               |               |       |       |            |           |                     |                     |                     |                     |                            |                            |                            |                            |          |          |            |           |
| 1.ª |               |               |       |       |            |           |                     |                     |                     |                     |                            |                            |                            |                            |          |          |            |           |
| 2004-05* |               | -             | -     | -     | -          | -         | -                   | -                   | -                   | -                   | -                          | -                          |                            | -                          | -        | -        |            |           |
| 2005-06* |               | -             | -     | -     | -          | -         | -                   | -                   | -                   | -                   | -                          | -                          |                            | -                          | -        | -        |            |           |
| 2006-07* | 18            | 13            | 1     | 0     | 1          | 0         | 0                   | 0                   | -                   | -                   | -                          | -                          | 19                         | 13                         | 1        | 0        |            |           |
| 2007-08* | 27            | 19            | 3     | 1     | 1          | 0         | 0                   | 0                   | -                   | -                   | -                          | -                          | 28                         | 19                         | 3        | 1        |            |           |
| 2008-09* | 21            | 10            | 3     | 0     | -          | -         | -                   | -                   | -                   | -                   | -                          | -                          | 21                         | 10                         | 3        | 0        |            |           |
| 2009-10 | 32            | 17            | 5     | 0     | -          | -         | -                   | -                   | -                   | -                   | -                          | -                          | 32                         | 17                         | 5        | 0        |            |           |
| 2010-11* | 10            | 8             | 1     | 0     | -          | -         | -                   | -                   | -                   | -                   | -                          | -                          | 10                         | 8                          | 1        | 0        |            |           |
| 2011-12 | 30            | 19            | 3     | 0     | 1          | 1         | 0                   | 0                   | -                   | -                   | -                          | -                          | 31                         | 20                         | 3        | 0        |            |           |
| 2012-13 | 28            | 19            | 6     | 0     | 1          | 2         | 0                   | 0                   | -                   | -                   | -                          | -                          | 29                         | 21                         | 6        | 0        |            |           |
| Total club | Total club    | 166           | 105   | 22    | 1          | 4         | 3                   | 0                   | 0                   | -                   | -                          | -                          | -                          | 170                        | 108      | 22       | 1          |           |
| Isoloto Firenze · Italia |               |               |       |       |            |           |                     |                     |                     |                     |                            |                            |                            |                            |          |          |            |           |
| 1.ª |               |               |       |       |            |           |                     |                     |                     |                     |                            |                            |                            |                            |          |          |            |           |
| 2013-14 |               | -             | -     | -     | -          | -         | -                   | -                   | -                   | -                   | -                          | -                          |                            | -                          | -        | -        |            |           |
| 2014-15 |               | -             | -     | -     | -          | -         | -                   | -                   | -                   | -                   | -                          | -                          |                            | -                          | -        | -        |            |           |
| 2015-16 |               | -             | -     | -     | -          | -         | -                   | -                   | -                   | -                   | -                          | -                          |                            | -                          | -        | -        |            |           |
| Total club | Total club    | -             | -     | -     | -          | -         | -                   | -                   | -                   | -                   | -                          | -                          | -                          | -                          | -        | -        | -          |           |
| Olimpus Roma · Italia |               |               |       |       |            |           |                     |                     |                     |                     |                            |                            |                            |                            |          |          |            |           |
| 1.ª |               |               |       |       |            |           |                     |                     |                     |                     |                            |                            |                            |                            |          |          |            |           |
| 2016-17 |               | 12            | 8     | 0     | -          | -         | -                   | -                   | -                   | -                   | -                          | -                          |                            | 12                         | 8        | 0        |            |           |
| 2017-18 |               | 10            | 4     | 0     | -          | -         | -                   | -                   | -                   | -                   | -                          | -                          |                            | 10                         | 4        | 0        |            |           |
| Total club | Total club    | -             | 22    | 12    | 0          | -         | -                   | -                   | -                   | -                   | -                          | -                          | -                          | -                          | 22       | 12       | 0          |           |
| Montesilvano · Italia |               |               |       |       |            |           |                     |                     |                     |                     |                            |                            |                            |                            |          |          |            |           |
| 1.ª |               |               |       |       |            |           |                     |                     |                     |                     |                            |                            |                            |                            |          |          |            |           |
| 2018-19 |               | 14            | 3     | 0     | -          | -         | -                   | -                   | -                   | -                   | -                          | -                          |                            | 14                         | 3        | 0        |            |           |
| Total club | Total club    | -             | 14    | 3     | 0          | -         | -                   | -                   | -                   | -                   | -                          | -                          | -                          | -                          | 14       | 3        | 0          |           |
| FF Cagliari · Italia |               |               |       |       |            |           |                     |                     |                     |                     |                            |                            |                            |                            |          |          |            |           |
| 1.ª |               |               |       |       |            |           |                     |                     |                     |                     |                            |                            |                            |                            |          |          |            |           |
| 2019-20 |               | 8             | 3     | 0     | -          | -         | -                   | -                   | -                   | -                   | -                          | -                          |                            | 8                          | 3        | 0        |            |           |
| Total club | Total club    | -             | 8     | 3     | 0          | -         | -                   | -                   | -                   | -                   | -                          | -                          | -                          | -                          | 8        | 3        | 0          |           |
| CD Burela FS · España |               |               |       |       |            |           |                     |                     |                     |                     |                            |                            |                            |                            |          |          |            |           |
| 1.ª |               |               |       |       |            |           |                     |                     |                     |                     |                            |                            |                            |                            |          |          |            |           |
| 2020-21 | 22            | 5             | 4     | 0     | 7          | 1         | 0                   | 0                   | -                   | -                   | -                          | -                          | 29                         | 6                          | 4        | 0        |            |           |
| 2021-22 | 32            | 0             | 0     | 0     | 6          | 2         | 1                   | 0                   | -                   | -                   | -                          | -                          | 38                         | 2                          | 1        | 0        |            |           |
| Total club | Total club    | 54            | 5     | 4     | 0          | 13        | 3                   | 1                   | 0                   | -                   | -                          | -                          | -                          | 67                         | 8        | 5        | 0          |           |
| Total carrera | Total carrera | Total carrera | 220   | 154   | 44         | 1         | 17                  | 6                   | 1                   | 0                   | -                          | -                          | -                          | -                          | 237      | 160      | 45         | 1         |
| (1) Incluye datos de Copa de España / Supercopa de España / Copa de Italia / Supercopa de Italia. (2) Incluye datos de Campeonato de Europa de Clubes, Recopa y Copa Intercontinental. (3) No incluye datos de partidos amistosos. |               |               |       |       |            |           |                     |                     |                     |                     |                            |                            |                            |                            |          |          |            |           |

Nota: En la temporada 2004-05 faltan por comprobar todas las jornadas

Nota: En la temporada 2005-06 faltan por comprobar todas las jornadas

Nota: En la temporada 2006-07 faltan por comprobar 12 jornadas

Nota: En la temporada 2007-08 faltan por comprobar 2 jornadas

Nota: En la temporada 2008-09 faltan por comprobar 1 jornada

Nota: En la temporada 2010-11 faltan por comprobar 15 jornadas

## Palmarés y distinciones
- Liga española: 1

2020-21
- Copa de la Reina: 3

2020 y 2021 y 2022
- Liga italiana: 1

2016-17
- Copa italiana: 2

2016, 2017
- Supercopa de Italia: 2

2017, 2018
- Supercopa de España: 2

2020 y 2021.
- European Women’s Futsal: 1

2021